# Friedrich Stegmüller
Friedrich Stegmüller (Glatt, municipi de Sulz am Neckar, 8 de desembre de 1902 - Pertisau, Tirol, 4 d'agost de 1981) fou un teòleg catòlic i professor de dogmàtica alemany.

## Vida
De 1920 a 1924 va estudiar Teologia a Friburg de Brisgòvia i el 1925 fou ordenat sacerdot. El 1928 defensà la tesi doctoral i el 1930 la d'habilitació, també a Friburg. Des de 1929 havia fet viatges d'estudi a Espanya i Portugal. Fou professor al Collegium Borromaeum de Friburg (seminari de l'arxidiòcesi) i des de 1936 catedràtic de Dogmàtica a Würzburg; a partir de 1949 a la Universitat de Friburg, on restà fins a la jubilació el 1967.
S'especialitzà en dogmàtica i en història de la teologia i filosofia medievals. Fou autor de l'important Repertorium biblicum medii aevi, repertori de comentaris bíblics medievals en onze volums. El seu camp d'estudi fou sobretot en l'àrea hispànica amb estudis sobre el molinisme, sobre Francisco Suárez, i sobre l'escola de Salamanca. Particularment es dedicà a l'estudi de Ramon Llull i el 1957 fundà a Friburg el Raimundus Lullus Institut, que va dirigir fins a 1967.
La seva tasca fou reconeguda amb un doctorat honoris causa per la Universitat Pontifícia de Salamanca. Des de 1961 fou membre corresponent de la Secció de Filosofia i Ciències Socials de l'IEC. També fou nomenat membre corresponent de la Reial Acadèmia de Bones Lletres de Barcelona (1962) i membre honorari del Consell Superior d'Investigacions Científiques. Rebé el Premi Internacional Catalònia de l'IEC (1977).

## Algunes publicacions
- Zur Gnadenlehre des jungen Suarez. Freiburg i. Br. 1933
- Geschichte des Molinismus. Vol. 1: Neue Molinaschriften. Münster i. W. 1935
- Repertorium Commentariorum in Sententias Petri Lombardi, I-II. Würzburg 1947
- Repertorium Biblicum Medii Aevi. 11 vol. Madrid 1949-1980 En línia Arxivat 2017-06-30 a Wayback Machine.
- Albertus Magnus: Autographum Upsaliense (II Sent. dist. 3 a. 6 - dist. 4 art. 1). Uppsala 1953
- Analecta Upsaliensia theologiam Medii Aevi illustrantia. Tom. I (Opera systematica). Uppsala 1953
- Disputationes de indulgentiis Simonis de Cremona. Tractatus de Deo Trino Hugolini de Urbe vetere. (Ms. Bibl. Gov. 118). Cremona 1955 (Annali della Biblioteca Governativa e Libreria Civica di Cremona; 7,1) (Monumenta Cremonensia; 3)
- Filosofia e Teologia nas Universidades de Coimbra e Évora no Século XVI. Coimbra 1959